# Haligra concolor
Haligra concolor är en stekelart som beskrevs av John S. Noyes och Hayat 1984. Haligra concolor ingår i släktet Haligra och familjen sköldlussteklar. Inga underarter finns listade i Catalogue of Life.